# Dreifacher Polizistenmord von Oberhausen
Koordinaten: 51° 31′ 20″ N, 6° 51′ 40″ O
Bei dem dreifachen Polizistenmord von Oberhausen wurden am 15. Juni 1972 drei Polizeibeamte des Polizeipräsidiums Oberhausen bei einer Hausdurchsuchung erschossen. Im Folgenden entwickelte sich ein mehrstündiger Schusswechsel zwischen dem Haupttäter, seiner Frau und zwei seiner minderjährigen Söhne auf der einen und der Polizei auf der anderen Seite, bis es der Polizei gelang, die Täter festzunehmen.

## Täter und Vorgeschichte der Tat
Bei den späteren Tätern handelte es sich um den 1928 oder 1929 geborenen Karl-Heinz Girod und seine Ehefrau Brunhilde. Karl-Heinz Girod hatte in seiner Jugend im Verputzerbetrieb seines Vaters gearbeitet, wo er 1956 Brunhilde kennenlernte. Brunhilde war in erster Ehe verheiratet, hielt aber ihren Ehemann für einen „zu weichen Typ“ und ließ sich scheiden. 1959 heirateten Brunhilde und Karl-Heinz Girod, zum Zeitpunkt der Hochzeit erwarteten sie ihr zweites gemeinsames Kind. Insgesamt hatte das Paar sechs Kinder: fünf Jungen und ein Mädchen. Girod erzog seine Kinder quasi militärisch, so mussten sie regelmäßig vor ihm „strammstehen“. 
Nach dem Tod des Vaters von Karl-Heinz Girod ging dessen Firma insolvent. Karl-Heinz Girod arbeitete daraufhin bei der Ruhrchemie in Oberhausen-Holten als Chemiefacharbeiter. In der Folge habe er angeblich einen Schlaganfall erlitten und sei an Diabetes erkrankt. Von der Krankenkasse veranlassten ärztlichen Untersuchungen entzog er sich allerdings. 1964 wurde er daher von der Krankenkasse ausgesteuert, und die Familie erhielt fortan Sozialhilfe in Höhe von angeblich 1880 D-Mark pro Monat. Ärztliche Untersuchungen, die zum Bezug von Rente erforderlich gewesen wären, lehnte er ebenfalls ab. Insbesondere hatte er Angst vor einer psychiatrischen Untersuchung, da er befürchtete, dass man ihn in eine Nervenheilanstalt einweisen könnte. 1967 hatte ein Amtsarzt bei ihm Wahnideen sowie eine Neigung zu Gewaltdelikten festgestellt. Zwei Monate vor der späteren Tat hatte die Polizei Girod mitgeteilt, er könne auch gegen seinen Willen durch die Polizei einer ärztlichen Untersuchung vorgeführt werden. Girod hatte entgegnet, er werde jeden Polizisten, der seine Wohnung betrete, „über den Haufen schießen“. Hierüber wurde auch in der Lokalpresse berichtet.
Girod verfügte in seiner Wohnung über ein separates Zimmer, in welchem er Schießübungen durchführte. Hier fand die Polizei später 2500 leere Patronenhülsen.
Für den Fall eines polizeilichen Zugriffs hortete Girod zahlreiche Schusswaffen mit insgesamt 2517 Schuss Munition in seiner Wohnung:
- einen kurzläufigen Karabiner,
- drei Kleinkalibergewehre,
- einen Mehrlader mit Magazin,
- ein Luftgewehr,
- eine Walther-Pistole,
- eine Duo-Pistole und
- zwei Revolver.

Zudem befanden sich zur Verwendung als Waffen in der Wohnung:
- ein Vorschlaghammer,
- ein Meißel,
- ein weiterer Hammer,
- Wasserflaschen als Wurfgeschosse,
- mehrere Messer und
- ein Degen.

Aufgrund von Hinweisen auf einen illegalen Waffenbesitz stellte das Amtsgericht Duisburg am 4. Mai 1972 einen Beschluss zur Durchsuchung der Wohnung der Familie Girod in Oberhausen aus.

## Tathergang
Am 15. Juni 1972 erfolgte um 09:30 Uhr die Durchsuchung der Wohnung der Familie Girod in der Beethovenstraße 24 im zum Stadtbezirk Oberhausen-Sterkrade gehörenden Stadtteil Tackenberg durch vier Beamte der Oberhausener Kriminalpolizei. Darunter befand sich auch ein Kriminalkommissar, welcher zur Teilnahme ausgewählt wurde, weil er in der Vergangenheit eine Strafanzeige von Brunhilde Girod gegen eine Nachbarin bearbeitet hatte. Hiervon erhoffte man sich eine vertrauensbildende Wirkung.
Zusätzlich standen zur Absicherung Kräfte der Schutzpolizei bereit. Da die Schutzpolizisten ihre Kollegen von der Kriminalpolizei über Funk nicht erreichen konnten, fuhren sie kurz vor dem Beginn des Einsatzes mit ihrem Streifenwagen auffällig die Straße entlang, um ihnen ihr Eintreffen anzuzeigen. Dies bekam Karl-Heinz Girod offensichtlich mit und war dadurch vor dem Eintreffen der Polizei gewarnt. Entsprechend der Vorgabe des Einsatzleiters, „ruhig“ vorzugehen, schellten die vier Kriminalbeamten an der Wohnungstür und wurden eingelassen. Doch wurde weder die Wohnung sofort durchsucht noch Karl-Heinz Girod – stattdessen entstand zunächst eine zehnminütige Diskussion mit diesem. Dabei wurde er durch seine Ehefrau aufgereizt, die ihm sagte, er werde nun in die Nervenheilanstalt eingewiesen.
Im Verlauf bat Karl-Heinz Girod darum, sich eine Insulinspritze verabreichen zu dürfen, dieser Bitte gaben die Beamten statt. Girod zog daraufhin eine seiner Pistolen aus seinem Hosenbund, drehte sich um und schoss dem Einsatzleiter Kriminalhauptmeister Hermann Schulte-Holthaus tödlich in den Kopf. Brunhilde Girod und die beiden ältesten Söhne, zur Tatzeit 15 und 13 Jahre alt, ergriffen ebenfalls Schusswaffen und begannen zu schießen. Kriminalhauptmeister Werner Karp wurde ebenfalls tödlich in den Kopf getroffen. Durch die geschlossene Dielentür wurde Polizeimeister Günther Olfen tödlich in den Brustkorb getroffen. Einer der Kriminalbeamten in der Wohnung erlitt einen Oberschenkeldurchschuss, ihm gelang die Flucht ins Treppenhaus. Der andere Kriminalbeamte flüchtete sich ins Bad und sprang aus dem Fenster der Wohnung im ersten Obergeschoss.
Sodann begann sich die Familie in ihrer Wohnung zu verbarrikadieren, indem sie die Wohnungstür mit Schränken und Sesseln zustellte. Die beiden ältesten Söhne mussten die Leiche des erschossenen Beamten Schulte-Holthaus hinter einem Schrank verstecken. Karl-Heinz Girod stattete den 13-jährigen Sohn mit der Dienstwaffe des ermordeten Beamten aus. Vater, Mutter und die beiden Söhne schossen sodann aus den Fenstern der Wohnung in Richtung Straße und in Richtung Innenhof. Die drei anderen Söhne des Ehepaares befanden sich in ihren Zimmern, die Tochter war in der Schule.
Karl-Heinz Girod traf mit einem Schuss in die Schulter auch die Frau seines ehemaligen Hausarztes in einem 100 Meter entfernten Haus. Ein weiterer Schuss ging knapp an ihrem Kopf vorbei. Es konnte später nicht aufgeklärt werden, ob Girod gezielt auf sie schoss. Dafür sprach, dass er dem Arzt in der Vergangenheit unterstellt hatte, ihn beim Gesundheitsamt und der Rentenversicherung verleumdet zu haben.
Als der im Rahmen der hinzugerufenen Verstärkung eintreffende Leiter des Schutzbereiches der Polizei durch einen bereits vor Ort anwesenden Polizeibeamten eingewiesen wurde, wurde dieser von Karl-Heinz Girod in den Hals getroffen. Der Beamte überlebte. Allerdings blieb der Streifenwagen des Schutzbereichleiters mit zur Hausseite geöffneter Tür und eingeschaltetem Funkgerät unter dem Fenster der Girods stehen, sodass sie fortan den polizeilichen Funkverkehr mithören konnten.
Die polizeilichen Maßnahmen wurden dadurch erschwert, dass unklar war, ob der noch in der Wohnung befindliche Kriminalhauptmeister Hermann Schulte-Holthaus eventuell noch lebte und als Geisel genommen wurde. Die Polizei versuchte, Tränengas durch die Fenster zu werfen, allerdings standen nicht genügend Atemschutzmasken zur Verfügung, sodass dieser Versuch zunächst scheiterte.
Nach einem zweieinhalbstündigen Schusswechsel und mehrfach gescheiterten Tränengasangriffen entschied sich die Polizei zu Verhandlungen mit Girod. Dieser behauptete, dem Beamten Schulte-Holthaus gehe es gut. Die Verhandlungen scheiterten, Girod zeigte sich nicht zur Aufgabe bereit. Allerdings gelang es, die drei jüngsten Söhne per Leitern aus den Fenstern der Wohnung in Sicherheit zu bringen.
Um 13.00 Uhr leitete die Polizei dann erneut einen massiven Tränengasangriff ein. Er führte dazu, dass das Ehepaar Girod sich ans Fenster begab, um frische Luft atmen zu können. Dort sangen sie gemeinsam Die Internationale sowie das Deutschlandlied. Der Polizei gelang es, in die Wohnung einzudringen und das Paar zu überwältigen. Karl-Heinz Girod leistete im Gegensatz zu seiner Frau Brunhilde keinen Widerstand. Insgesamt hatte die Familie Girod 388 Schüsse abgegeben.
Als Karl-Heinz Girod zu einem Streifenwagen gebracht wurde, musste er von der Polizei vor einer aufgebrachten Menge von mehreren hundert Schaulustigen geschützt werden, aus deren Reihen teilweise damit gedroht wurde, ihn zu lynchen.
Nach seiner Festnahme fragte Karl-Heinz Girod einen Polizeibeamten, der ihn bewachte, wie viele von ihnen er „umgelegt“ habe und forderte den Beamten zu einem „Duell“ auf. Er lobte zudem das Verhalten seiner Familie; er habe keines seiner Familienmitglieder zwingen müssen, zur Waffe zu greifen.

## Opfer der Tat und Gedenken an diese
Kriminalhauptmeister Hermann Schulte-Holthaus war zum Zeitpunkt seiner Ermordung 58 Jahre alt. Kriminalhauptmeister Werner Karp verstarb mit 46 Jahren. Polizeimeister Günther Olfen wurde 26 Jahre alt. An seiner Beerdigung nahmen 1500 Menschen teil, darunter 500 Polizeibeamte. Sein ebenfalls im Polizeidienst stehender Zwillingsbruder legte nach Günther Olfens Ermordung den Polizeidienst nieder.
Weitere Polizeibeamte wurden lebensgefährlich verletzt und mussten notoperiert werden.
Im Juni 1972 fand in Oberhausen unter großer Anteilnahme der Bevölkerung eine Trauerfeier für die drei ermordeten Polizeibeamten statt. In Gedenken an den Tod der drei Beamten legte eine Delegation der Oberhausener Polizei am 15. Juni 2022 am „Wächter“, der Gedenkstätte für im Dienst ums Leben gekommene Polizeibeamte der Polizei Nordrhein-Westfalen beim Landesamt für Ausbildung, Fortbildung und Personalangelegenheiten der Polizei Nordrhein-Westfalen in Selm, einen Kranz nieder.

## Gerichtsverfahren und Strafverbüßung
Gegen den an der Tat beteiligten 13-jährigen Sohn wurde wegen fehlender Strafmündigkeit kein Verfahren eingeleitet. Aufgrund eines „völligen Abhängigkeits- und Hörigkeitsverhältnisses“ gegenüber dem Vater wurde auch der 15-jährige Sohn nicht angeklagt.
Am 11. Februar 1974 begann unter großem bundesweiten Medieninteresse vor dem Schwurgericht des Landgerichts Duisburg der Prozess gegen Karl-Heinz und Brunhilde Girod. Die Staatsanwaltschaft hatte sie wegen dreifachen gemeinschaftlichen Polizistenmordes sowie Mordversuches in vier Fällen angeklagt. Karl-Heinz Girod gab an, Angst vor einer Unterbringung in einer „Irrenanstalt“ gehabt zu haben. Brunhilde Girod versuchte, sich als eine vom Ehemann abhängige Person darzustellen.
Ein psychiatrischer Gutachter beurteilte Karl-Heinz Girod als voll schuldfähig, Brunhilde Girod als vermindert schuldfähig. Der Staatsanwalt forderte für beide eine lebenslange Freiheitsstrafe. Brunhilde Girods Anwalt plädierte für seine Mandantin auf eine Verurteilung nur wegen Beihilfe zum Mord. Der Anwalt von Karl-Heinz Girod hingegen verzichtete zu Girods Unmut darauf, eine geringere Strafe als von der Staatsanwaltschaft beantragt zu fordern.
Am 28. Februar 1974 wurde das Urteil verkündet. Der Richter bezeichnete das Handeln der Girods als „ungeheuerliche und unbegreifliche Tat“. Karl-Heinz wurde zu einer lebenslangen Freiheitsstrafe verurteilt. Brunhilde Girod wurde wegen Beihilfe zum Mord zu einer 15-jährigen Freiheitsstrafe verurteilt. Sie sei nicht die blinde Befehlsempfängerin gewesen, die sie vor Gericht gespielt habe.
Beide legten jeweils Revision beim Bundesgerichtshof gegen das Urteil ein, der in beiden Fällen nicht stattgegeben wurde.
Karl-Heinz Girod verstarb 1986 nach 14 Jahren Haft in der Justizvollzugsanstalt Münster.

## Folgen des Polizeieinsatzes
Der missglückte Polizeieinsatz wurde durch das nordrhein-westfälische Innenministerium in einem Untersuchungsbericht aufgearbeitet und galt seitdem als „Lehrbeispiel für Fehlverhalten“. Die Eigensicherung sei massiv vernachlässigt worden, das Vorgehen habe weder der Gefahrenlage noch den taktischen und technischen Grundregeln der kriminalistischen Durchsuchungspraxis entsprochen.

## Politischer Kontext
Unabhängig von der Tat in Oberhausen beriet der Deutsche Bundestag am 22. Juni 1972, also eine Woche nach der Tat, über ein verschärftes Waffengesetz, um die unkontrollierte Verbreitung von Schusswaffen einzudämmen. Auf den Titelseiten der Presse wurde in den Tagen nach der Tat teils in nebeneinander stehenden Artikeln über die Polizistenmorde durch einen Waffennarren und die bevorstehende Gesetzesverschärfung zum Waffenbesitz berichtet.